# Postmoderna
Postmoderna, naziv je koji u širem smislu služi za označavanje epohe druge polovice 20 st., a u užem smislu označava neke aspekte mišljenja i stvaralaštva istog razdoblja. Odnosi se načelno na kritiku apsolutnih istina, identiteta i glavnih vrednota ustanovljenih u modernosti, od prosvjetiteljstva naovamo, u filozofiji, umjetnosti, književnosti, arhitekturi, povijesti i kulturi. Pojam uvode J.-F. Lyotard, R. Rorty i drugi
u najširem (postmoderno stanje) i u užem (postmoderna književnost, filozofija) značenju. Drugi francuski mislioci iz raznih područja postaju predvodnici novog načina mišljenja (M. Foucault, J. Derrida, G. Deleuze, R. Barthes i dr.). 
Većina autora smatra da postmoderna počinje nakon drugog svjetskog rata, iako mnogi za datum njegovog početka uzimaju i smrti dva modernistička pisca Virginie Woolf i James Joyca. U ovom vremenu se osjećaju utjecaji atomskog bombadiranja, Holokausta, borbe za osnovna ljudska prava i računalne tehnologije.
Kao i moderna umjetnost i postmodernizam se svodi na unutrašnji svijet likova, ali ne na njihovom unutrašnjem konfliktu nego svojevoljno razrušenim i samokritičnim likovima koje u svojim romanima opisuju Vladimir Nabokov, Milan Kundera, Haruki Murakami, Vladimir Sorokin, John Fowles, John Barth, Thomas Pynchon, i Julian Barnes.
Književnost ove epohe ne stoji nasuprot modernizma nego je ustvari njen produžetak prvenstveno po stilu koji je sada samosvjestan i ironičan, pisci ironiziraju sve pa i same sebe i svoja djela. Modernistička tendencija da se opiše unutrašnjost lika koji je u ratu sa samim sobom više ne postoji, likovi su sada posrednici i suci koje nam ukazuju na korijene postmodernističke misli, literatura postaje, uslovno rečeno, jednostavnija. U djela ulaze elementi trivijalne književnosti, (kao npr. elementi kriminalističkih romana- Ime ruže, ili čak elementi pornografskih romana- Zamkovi gnjeva). U djelima se koriste intertekstualni, intermedijalni i metahistorijski postupci.

## Postmoderna u likovnoj umjetnosti
Postmoderna umjetnost je prema Fredericu Jamesonu: 
Jameson, u svom opisu postmodernizma, ističe i ilustrira dva koncepta. Prvi je onaj „izmiješanosti” (pastiche), tj. neutralna domišljata kopija bez direktnog modela ili razumnog originala; a drugi „šizofrenije” (schizophrenia), tj. ukupnog raspada odnosa, npr. između predmeta u spoznajnom polju ili između riječi, tj. njihovog značenja ili sadržaja. Jedini most koji veže ova dva koncepta jeste, po Jamesonu, „smrt individualizma”. Tako danas znanstvenici, sociolozi i kritika istražuju stajalište da su modernistički individualizam i osobni identitet stvari prošlosti; da su stari individualizam ili individualne teme mrtvi; i da se može opisati ovaj koncept jedinstvene individualnosti kao ideološki.
Jasno je da se brojni umjetnici koji rade u 1970-im i skroz kroz 1990-te, većinom ali ne isključivo u Americi, uporno opiru doktrinama modernizma. Oni sumnjaju u originalnost, i sumnjaju u osobni izraz ostvaren kroz osobnu stvarnost, stil, viziju, ili osjećaje. Kao i umjetnici pop arta, oni odbacuju intelektualne, kulturno i društveno odobrene teme, kao i svaki trag umjetničkog napora.
Postmodernizam slavi smrt modernizma kojeg vidi ne samo kao arogantnu u svom zahtjevu za jedinstvenošću, nego i odgovornom za zla suvremene civilizacije. Postmodernizam je neprijateljski prema humanizmu, koji otpisuje kao buržujski; razumu, koji je napušten da bi se ljudi oslobodili uspostavljenog reda; demokraciji, koja se vidi samo kao sila pritiska za širenjem zapadne hegemonije širom svijeta; te istini, koja je odbačena kao neostvariva i nepoželjna. Kako nijedan sustav vrijednosti ne može vrijediti više od drugoga, sve postaje relativno. Na kraju, postmodernizam izvorno ostaje forma kulturnog aktivizma motiviranog intelektualnom teorijom, ne političkim ciljevima, u koje se ne može nikako smjestiti.
Glavne odlike nove umjetnosti su eklektizam i mnogostrukost stilova. Mnogo od temelja postmoderne umjetnosti možemo pronaći u konceptualizmu, koji je poveo prvotni napad na modernizam. Doista, raspravljalo se i o tome da se počeci postmodernizma datira s usponom konceptualizma sredinom 1960-tih. No, postmodernizam u umjetnosti je isprva započela eklektična arhitektura koja je iznikla oko 1980. godine (postmoderna arhitektura). 
Osnovna manifestacija postmodernizma je prisvajanje koje gleda unatrag samosvjesno prijašnje umjetnosti, imitirajući prijašbnje stilove i čak uzimajući motive cijelih slika kao nikada do tada u povijesti. Postmodernizam je slobodan ne samo da prihvati raniju zamisao nego i radikalno promijeniti njezino značenje stavljajući je u drugi kontekst. Druga važna karakteristika postmodrednizma je spajanje umjetničkih formi. Tako da više nema jasne razlike između slikarstva, kiparstva i fotografije, i mi održavamo to razlikovanje samo kao stvar ugode.